# Baba Vanga
Vangelija Pandeva Gusterova (születési nevén Szurcseva; bolgárul: Вангелия Пандева Гущерова  (született Сурчева); Usztrumca, 1911. október 3. – Szófia, 1996. augusztus 11.), ismert nevén Baba Vanga (Баба Ванга) egy bolgár közéleti személy volt, aki tisztánlátónak vallotta magát, aki képes látni a hozzá látogató emberek sorsát és megjósolni a jövőt.
A gyermekkorában megvakult Guscserova élete nagy részét Bulgáriában, a Belaszica-hegység, görög határ közeli, Rupite nevű falujában élte le. 
Hívei úgy vélik, hogy számos eseményt előre megjósolt. Zheni Kostadinova bolgár író azt állította 1997-ben, hogy több millióan tulajdonítottak neki paranormális képességeket.

## Élete
Vanga 1911-ben született az Oszmán Birodalomban Sztrumicában, mielőtt a várost 1912-ben átadták volna Bulgáriának. Szülei Pando Szurcsev (1873. május 7. – 1940. november 8.) és Paraszkeva Szurcseva voltak. Idő előtt a világra jött, és így sok egészségügyi bajjal meg kellett küzdenie. A helyi hagyományoknak megfelelően a babának egészen addig nem adtak nevet, míg biztos nem lett, hogy túléli az első éveket. Mikor a kicsi felsírt, a bába kiment az utcára, és megkérdezte az éppen arra járót, mi legyen a gyerek neve. Az idegen az Andromahát (Andromakhét) ajánlotta, de ezt elvetették, mert túl görögösen hangzott egy olyan korban, mikor görögellenes hangulat uralkodott a macedóniai bolgárok között. Egy másik idegen egy olyan görög nevet ajánlott, melynek viselője bolgár volt: Vangelia (Evangeloszból).
Gyerekkorában Vangelia átlagos, barna szemű, szőke hajú lány volt. Édesapja a Belső Macedón Forradalmi Szervezet tagja volt, akit később az első világháborúban besoroztak a bolgár katonasághoz. Édesanyja röviddel ezután halt meg. Így Vanga már korán a szomszédok és a tágabb család segítségére szorult. Az első világháború után Sztrumica a Szerb–Horvát–Szlovén Királysághoz (a későbbi Jugoszláviához került. A jugoszláv hatóságok édesapját a bolgárpárti tevékenységei miatt letartóztatták. A vagyonukat elvették, így a család sokáig szegénységben tengődött. Vangát korához képest intelligensnek tekintették. Különcsége akkor mutatkozott meg, mikor saját játékokat talált ki, és segített másokat „meggyógyítani”. Gyógyfüveket írt fel  barátainak, akik a játék szerint betegek voltak. Özvegy édesapja ismét megházasodott, így lett a lánynak egy mostohaanyja.
Visszaemlékezése szerint életében fordulópont következett be, mikor állítólag egy tornádó a levegőbe repítette, és egy közeli mezőn tette le. Csak hosszas kutatás után találtak rá. Szemtanúk szerint nagyon félénk volt, szemét homok és kosz takarta, amiket a fájdalom miatt nem is tudott kinyitni. Csak részben volt pénze a családnak meggyógyíttatni az ekkor szerzett sebeket. Így fokozatosan elvesztette a látását.
1925-ben Vangát beíratták Zimonyba a vakok iskolájába, ahol három évet töltött. Itt megtanult Braille-ábécét olvasni, zongorázni, kötni, főzni, takarítani. Mostohaanyja halála után haza kellett mennie, hogy gondját viselje testvéreinek. Családja nagyon szegény volt, ezért egész nap dolgoznia kellett.
1939-ben mellhártya-gyulladással diagnosztizálták, de még több évig nem jelentkeztek tünetek. Orvosa szerint hamarosan belehalt volna a betegségbe, de sikeresen kikúrálták.

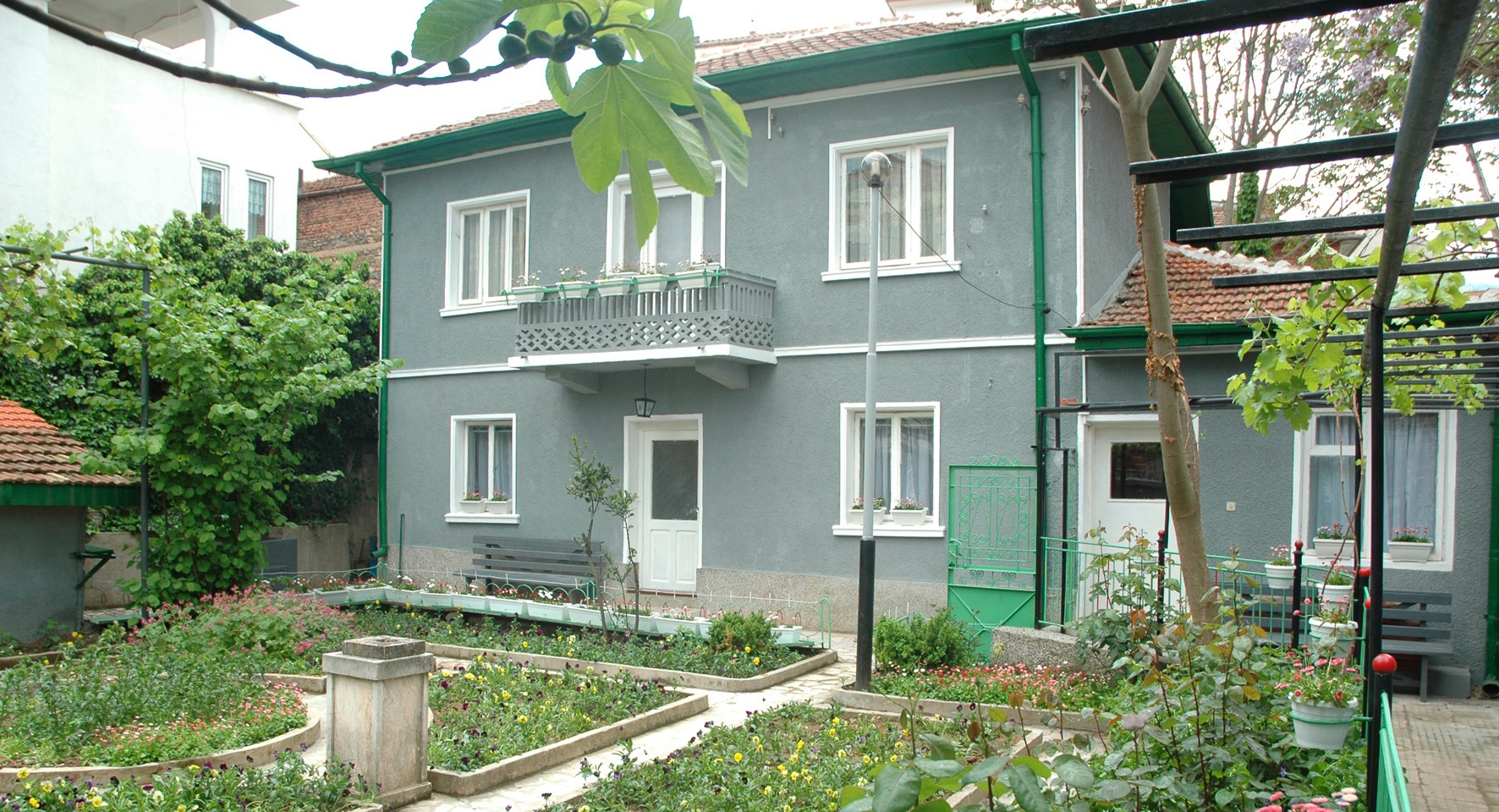
A háza Petricsben

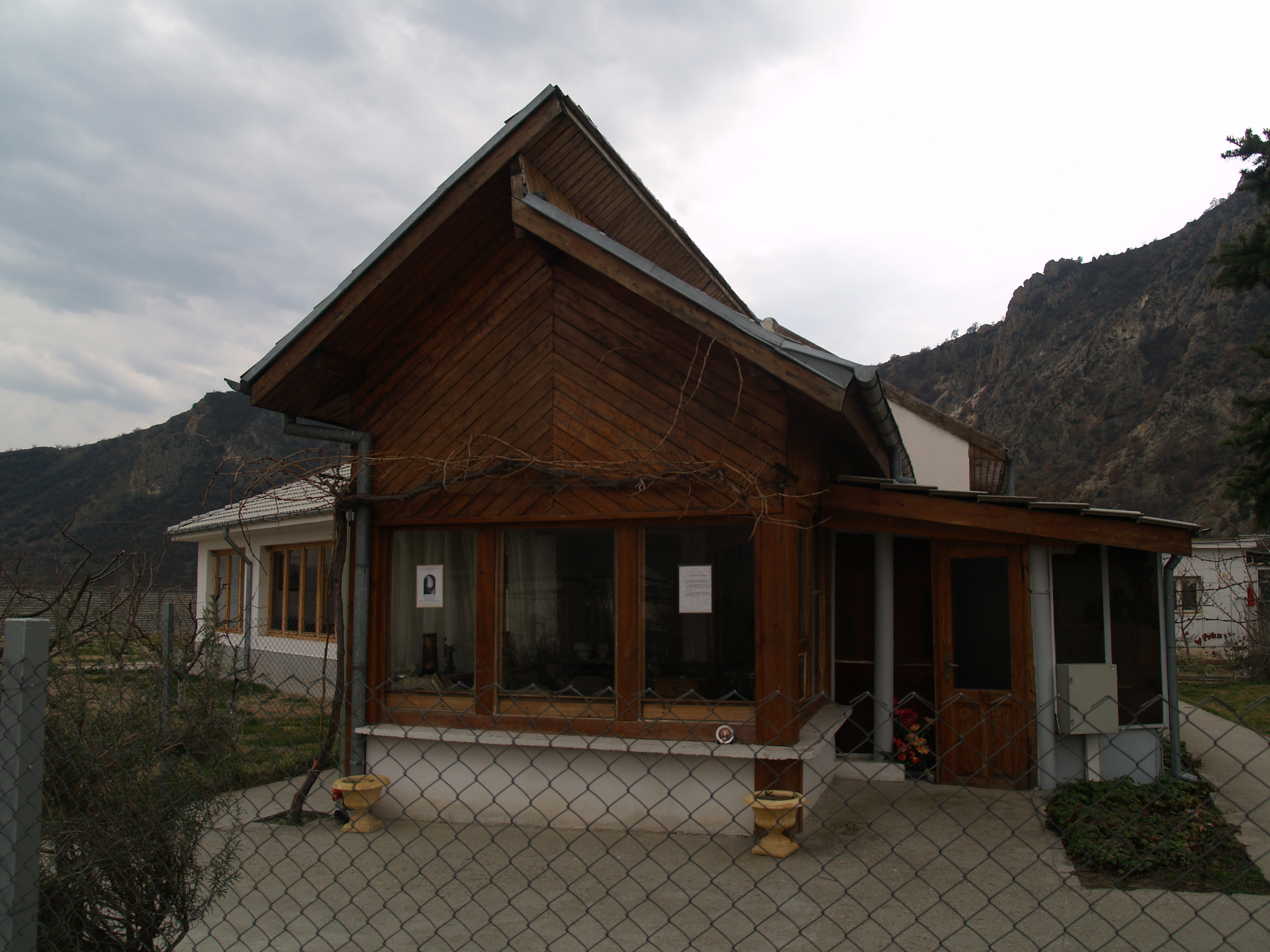
Az utolsó, 1970-ben épült háza Rupiteben, Petrics közelében

A második világháború alatt Jugoszláviát a tengelyhatalmak megszállták és feldarabolták, Sztrumica pedig Bulgáriához került. Akkoriban Vangát sok ember bámulta, amiért tud gyógyítani, és képes megmondani a jövőt. Sokan azért keresték fel, hogy elmondja nekik, rokonaik életben vannak-e, és ha nem, akkor hol haltak meg. 1942. április 8-án még maga III. Borisz bolgár cár is meglátogatta.
1942. május 10-én Vanga hozzáment Dimitar Guszterov bolgár katonához, aki a Petrics mellett lévő Krandzsilica faluból jött el hozzá, hogy megérdeklődje, ki ölte meg a testvérét, és megígérte, hogy nem áll rajta bosszút. Kevéssel a házasságuk előtt Dimitar és Vanga Petricsbe költözött, ahol hamarosan ismertek lettek. Dimitart besorozták a bolgár hadseregbe, és egy időre a bolgárok által megszállt Észak-Görögországba kellett mennie. 1947-ben beteg lett, megint alkoholista lett, majd 1962. április 1-én meghalt.
Továbbra is jártak hozzá méltóságok és közemberek is. A II. világháború után bolgár politikusok és a Szovjetunió különböző tagköztársaságainak a vezetői is megfordultak nála, többek között Leonyid Iljics Brezsnyev szovjet kormányfő is.  Az 1990-es években Rupitében Bogdan Tomalevszki épített egy templomot abból a pénzből, amit a látogatói otthagytak. Vanga 1996. augusztus 11-én mellrákban halt meg. Temetése nagy tömegeket megmozgatott.
Vanga végakaratának megfelelően petricsi házából múzeum lett, amely 2008. május 5-én nyitotta meg kapuit a látogatók előtt.

## Munkássága

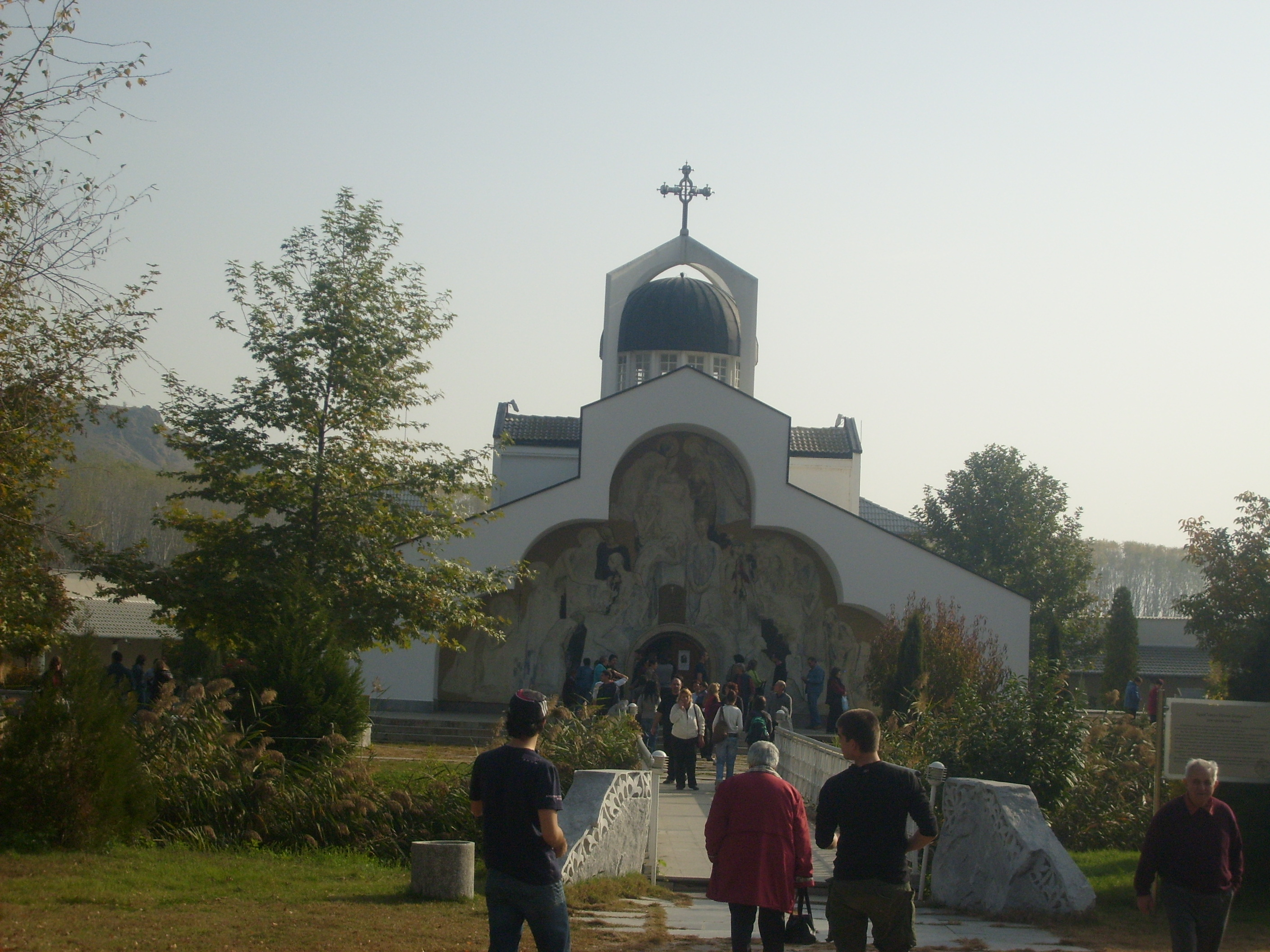
Bolgár Szent Petka templom, Baba Vanga temploma és sírja

Vanga tudott olvasni bolgárul és szerbül, mert iskoláit Zimonyban végezte el. Ő maga egyetlen könyvet sem írt. Amit mondott, vagy állítólag mondott, azt mind a személyzete írta le. Később több ezoterikus könyvet írtak Vanga éltéről és próféciáiról.
A The Weiser Field Guide to the Paranormalhoz hasonló források szerint megjövendölte a Szovjetunió felbomlását, a csernobili atomerőmű-balesetet, Joszif Sztálin halálának dátumát, az orosz K–141 Kurszk tengeralattjáró elsüllyedését, a 2001. szeptember 11-ei terrortámadásokat, Topalov győzelmét a sakk világbajnokságban és az Észak-Koreával fennálló feszült kapcsolatokat. Másrészről viszont hozzá közel álló forrásokra alapozva bolgár írások azt állítják, soha nem mondott semmit a Kurszkról, a harmadik világháborúról, pedig az interneten sokfelé találhatóak ilyen állítások. Szerintük a Vanga köré szőtt mítoszok egyszerűen nem igazak. Bemutattak olyan bizonyítékokat is, melyek szerint Baba Vanga biztos nem mondott olyan próféciákat, mint amilyeneket ma neki tulajdonítanak. Sokkal inkább az emberek „hamis próféciákat” adnak a szájába, és mivel egyetlen jóslatát sem írta le, így nehéz bizonyítani az állítások ellenkezőjét.